# MÁV 355 sorozat
A Magyar Északi Vasút 1–2 és 9–16 pályaszámcsoportú, később a MÁV IIIb. osztályú, 1911. után 355 sorozatú mozdonyok a MÁV első tehervonati gőzmozdonyai voltak.

## Történet
A típust a bécsújhelyi Sigl gyár már 1857-ben kifejlesztette a személyvonati szolgálatra tervezett testvértípusával együtt, mely utóbbit a MÁV-nál mint IIa. osztályt (később 236 sorozat) rendszeresítettek. Ebből a mozdonytípusból szerzett be két darabot a Magyar Északi Vasút (MÉV) a tervezett Pest-Salgótarján forgalom szénszállító vonatainak vontatására.
Amikor a MÁV 1868-ban megalakult, átvette a tönkrement MÉV pályáját és gördülőanyagát. Így kerültek ezek a mozdonyok is a MÁV állagába, ahol még osztályozási rendszer híján az 1. és 2. sorszámot kapták. A mozdonyok beváltak a MÁV-nál, és 1868-ban további hármat, 1869-ben öt darabot szereztek be, így a sorozat összesen 10 mozdonyból állt. A sorozat tagjait az 1880-as évek közepén a IIIb. osztályba sorolták be, majd 1911-ben a 355 sorozatszámot kapták.
A mozdonyok kezdetben a Pest-Salgótarján, majd a Hatvan-Miskolc vonat tehervonati forgalmát szolgálták ki. Amikor a nagyobb teljesítményű III. osztályú (később 335 sorozatú) tehervonati gépek kellő számban rendelkezésre álltak, a IIIb. osztály tagjai kisebb jelentőségű feladatokat kaptak, Salgótarján környékén szenesvonatok helyi továbbítását végezték, két darab pedig Komáromba került tartalék szolgálatra.
A mozdonyoknak kezdetben nem volt mozdonysátruk, csak egy, a kazánfej fölé behajlított homloklemez védte a személyzetet, ami az eső ellen nem nyújtott védelmet. Az 1880-as években a mozdonyokat felújították, ekkor mozdonysátrat kaptak. Ezzel együtt a korábbi tölcséres, Klein-féle szikrafogós kéményét cső formájú kéményre cserélték ki. A mozdonyok füstszekrényét is folyamatosan átépítették hosszú, ún. amerikai kivitelre.
A mozdonyok 1894-től új hadijelet kaptak, mely a típus esetén  {\displaystyle {\tfrac {\mathrm {III\ 200} }{\mathrm {C} _{3}}}}  lett.
A típus nagyjavítását 1918-ban teljesen beszüntették, így ettől az időponttól csak már kisebb futójavításokat végeztek el a mozdonyokon, a következő esedékes nagyjavítás előtt pedig javítatlanul félreállították őket.
A trianoni határmódosítás következtében két mozdony csehszlovák területre került. A többi mozdonyt mint műszakilag teljesen elavult típust 1928-ig selejtezték.

## Műszaki leírás
A 355 sorozat kettős külső lemezkerettel készült, tipikus Sigl-szerkezet. A lemezrugók a tengelyek fölött helyezkednek el, a hátsó kettő himbával van összekötve, tehát a mozdony négypontos felfüggesztésű.
A kazán sík tűzszekrénnyel és Crampton-rendszerű állókazán-fedéllel készült, nedves gőzt szolgáltat. Az 1,45 m² felületű rostély a keret oldallemezei között vízszintesen helyezkedik el. A hamuláda alján nem volt csappantyú, így a hamut csak lapátolással lehetett eltávolítani. A füstszekrény eredetileg kis méretű, a későbbi átalakítás után nagy méretű, ún. amerikai típus. A mozdony kéménye a korai kivitelnél Klein-féle szikrafogóval ellátott tölcséres, később csöves kivitelű.
Az iker elrendezésű gépezet két hengere a kereten kívül helyezkedik el. A téglalap keresztmetszetű hajtó- és csatlórudak Hall-rendszerű forgattyúkkal hajtják a kerekeket. A mozdony síktolattyúkkal készült, amelyeket a főkereten belülre szereltek. A keresztfejek kétvezetékesek. A Stephenson-rendszerű vezérmű egyenes kivitelű, a főkereten belül helyezkedik el. Az excenterek a középső, hajtott tengelyre vannak felékelve.
A mozdonyok légfék-berendezés nélkül készültek, a kézifék csak a szerkocsit fékezte. A szerkocsi a szokásos 3 tengelyes, kézifékes, B osztályú volt.